# Ernst Moritz Hess
Ernst Moritz Hess (ur. 1890 w Gelsenkirchen, zm. 14 września 1983 we Frankfurcie nad Menem) – niemiecki oficer i sędzia żydowskiego pochodzenia.

## Życiorys

### Dzieciństwo i młodość
Ernst Moritz Hess urodził się w 1890 roku w Gelsenkirchen. Hess był synem adwokata Juliusa Hessa i pochodzącej z rodu bankierów z Wetzlar Elisabethy Heertz. Hess pochodził z rodziny żydowskiej, ale został ochrzczony i wychowany w duchu protestanckim.

### Służba wojskowa
W początkach I wojny światowej wstąpił do 2. Królewskiej Dywizji Bawarskiej jako oficer i został przydzielony do Pułku Lista, dowodzonego przez płk. von Lista. W tym samym oddziale co Hess służyli także Adolf Hitler i Rudolf Heß. Oddział walczył na froncie zachodnim we Flandrii. Obaj, E. Hess i A. Hitler, służyli w nim do roku 1918.
Hess został poważnie ranny w październiku 1914 roku. Latem 1916 roku został bezpośrednim dowódcą Hitlera, ale już w październiku został ponownie poważnie ranny. Za służbę na froncie został odznaczony Krzyżem Żelaznym pierwszej i drugiej klasy oraz bawarskim Orderem Zasługi Wojskowej. Po wojnie Hess utrzymywał kontakty z żołnierzami, późniejszymi współpracownikami Hitlera. Należeli do nich Fritz Wiedemann, oficer przy sztabie Pułku Lista, a następnie adiutant Hitlera w latach 1934–1939, oraz Hans Lammers, szef kancelarii Rzeszy.

### Okres spokoju
Hess po wojnie pracował jako sędzia. W 1934 roku został odznaczony Krzyżem Honorowym za Wojnę Światową 1914/1918. Ożenił się z Niemką Margarete Witte, z którą miał córkę Ursulę. Początkowo rodzina osiedliła się w Düsseldorfie, a gdy Hess został zmuszony do przejścia na emeryturę od 1 stycznia 1936 roku, w Wuppertalu.  Po pobiciu przez bojówki SS na jesieni 1936 roku Hess przeprowadził się w październiku następnego roku wraz z rodziną do Bolzano we Włoszech, leżącym w części niemieckojęzycznego Południowego Tyrolu.
W świetle rasistowskich ustaw norymberskich, Hess został uznany za Żyda, a jego córka za półkrwi Żyda pierwszego stopnia. Już w czerwcu 1936 roku Hess wysłał do Hitlera list z prośbą o zmianę kategorii rasowej dla siebie i swojej córki. W liście powoływał się na chrześcijańskie i patriotyczne wychowanie oraz na swoją służbę w okresie I wojnie światowej. Hitler odrzucił jednak petycję, ale zezwolił na wypłacanie mu we Włoszech części emerytury sędziowskiej i zwolnił z obowiązku noszenia imienia „Izrael”, identyfikującego go jako Żyda.
W archiwum gestapo z Düsseldorfu zachowało się pismo reichsführera SS Heinricha Himmlera, w którym ten nakazuje udzielić ochrony Hessowi „na życzenie Hitlera”. Ochrona działała do czasu, gdy dotychczasowe represje i szykany na Żydach zaczęły ewoluować w kierunku ich eksterminacji.

### Represje
W czerwcu 1939 roku zawarta została umowa o opcji w Południowym Tyrolu, która dała niemieckojęzycznej ludności regionu możliwość wyboru do 31 grudnia 1939 roku pomiędzy pozostaniem w Południowym Tyrolu i emigracją do Niemiec. W rezultacie rodzina Hessów została zmuszona do powrotu do Niemiec. W Niemczech Hess podjął próby wyjazdu z rodziną do Szwajcarii i Brazylii, ale te nie udały się.
Ufając zapewnieniom o ochronie Hitlera, po krótkim pobycie z matką i siostrą w Düsseldorfie, Hess przeprowadził się z rodziną w połowie 1940 roku do bawarskiego Unterwössen koło Traunstein. Pod koniec czerwca 1941 roku został wezwany do stawienia się w Urzędzie ds. Aryzacji w Monachium, gdzie poinformowano go, że pismo o ochronie straciło ważność w maju 1941 roku i odtąd ma on być traktowany jak inni Żydzi. Prawdopodobnie zmiana statusu Hessa wynikała z faktu, że Wiedemann wypadł z łask Hitlera i został wysłany na stanowisko konsula generalnego w San Francisco.
Hess został deportowany do obozu koncentracyjnego dla Żydów Milbertshofen w pobliżu Monachium, gdzie był robotnikiem przymusowym. Później został przydzielony do firmy budowlanej jako robotnik. W latach 1943–1945 przymusowo pracował jako pomocnik hydraulika. Przed deportacją do obozu śmierci ochroniło go jedynie małżeństwo z Niemką. W tym czasie jego żona przebywała na wolności, a córka była robotnikiem przymusowym w fabryce w Monachium. Ponadto matka i siostra Hessa zostały w ramach represji na Żydach wywiezione do Theresienstadt, skąd młodsza z nich została wysłana do komory gazowej w Auschwitz. Matka Hessa uciekła z Theresienstadt pociągiem do Szwajcarii, a po wojnie wyemigrowała do Brazylii.

### Okres powojenny
Po zakończeniu wojny Hess postanowił nie wracać do pracy w wymiarze sprawiedliwości, mimo że został mianowany prezesem sądu okręgowego w Nadrenii Północnej-Westfalii. Dzięki kontaktom prywatnym podjął pracę w Kolejach Zachodnioniemieckich. Odznaczony został w późniejszych latach Krzyżem Wielkim Orderu Zasługi Republiki Federalnej Niemiec i nagrodą honorową Frankfurtu nad Menem.
Zmarł 14 września 1983 roku we Frankfurcie nad Menem.

## Odznaczenia
- Krzyż Żelazny 1 klasy (Niemcy)
- Krzyż Żelazny 2 klasy (Niemcy)
- Order Zasługi Wojskowej (Bawaria)
- Krzyż Honorowy za Wojnę Światową 1914/1918 (Niemcy)
- Krzyż Wielki Orderu Zasługi Republiki Federalnej Niemiec